# Aeroportul Sara
Aeroportul Sara (IATA: SSR, ICAO: NVSH) este un aeroport din Penama⁠(d), Vanuatu.
Situat la o altitudine de 144 m, aeroportul dispune de o singură pistă.